# 圣撒巴圣殿

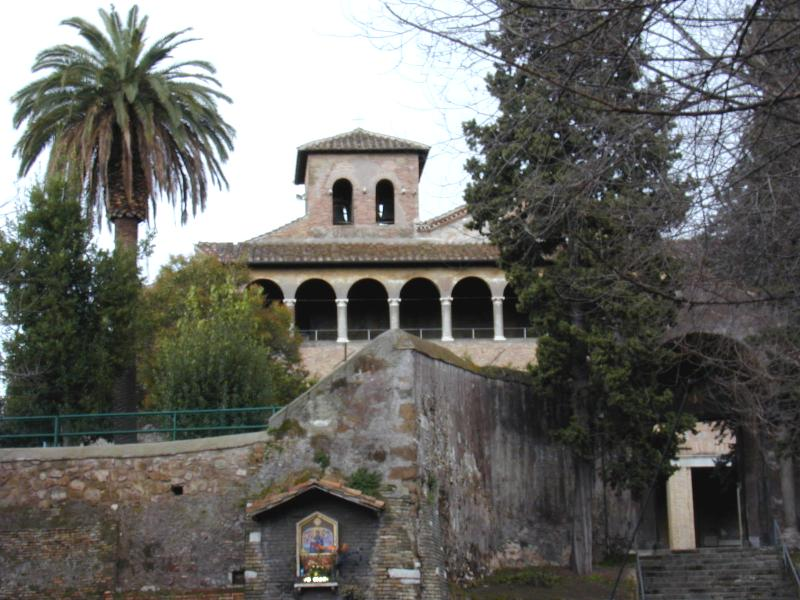
在围墙外观看圣撒巴圣殿

41°52′42″N 12°29′07″E / 41.878352°N 12.485295°E
圣撒巴圣殿（義大利語：Basilica di San Saba）是意大利罗马的一座天主教宗座圣殿，靠近奥勒良城墙以及阿文提诺山和西里欧山。1959年起被當作給一個領銜執事區，以作為執事級樞機的領銜教堂。

## 历史
其下有一所地下教堂。

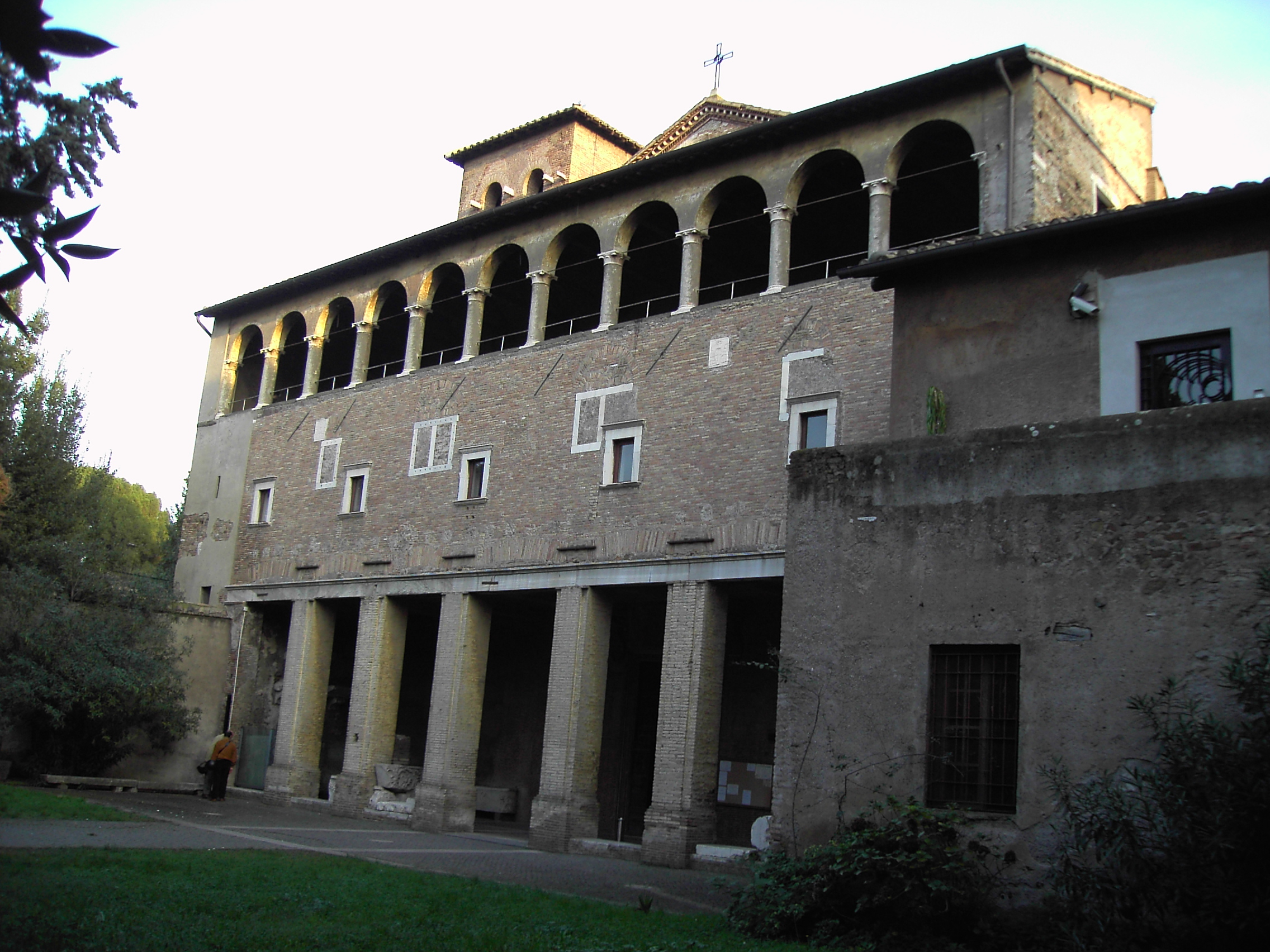
立面

645年，一批巴勒斯坦隐修士在伊斯兰教入侵后逃离祖国，来到罗马，定居在此。该修道院曾长期繁荣，在8世纪和9世纪，圣撒巴是罗马最负盛名的修院之一，得到教宗的大量捐赠。自680年起，其院长在罗马与拜占庭的外交关系中发挥重要作用，曾数次代表罗马教会和教宗出席在君士坦丁堡举行的大会。
768年，对立教宗君士坦丁二世被关押于此修院，直到被伦巴底人杀死。 
10世纪修葺后，教堂归属蒙特卡西诺本笃会。在衰落多年之后，13世纪再度彻底修葺，此后归属克呂尼隐修院。15世纪归属熙笃会，最后归属耶稣会。

## 建筑
自从13世纪，教堂前面增建了一个门廊。堂内分为叁个通廊。其内部为不同年代的组合：柱子是古代的遗物，大理石地板是13世纪初的。主要的艺术品是在教堂左侧的一个房间的壁画，所谓第四通廊，描绘圣尼各老的奇迹。 
其地下室建在昔日圣西尔维娅的房屋上，拥有圣撒巴遗骨。